# 10 de febrer
El 10 de febrer és el quaranta-unè dia de l'any del calendari gregorià. Queden 324 dies per finalitzar l'any i 325 en els anys de traspàs.

## Esdeveniments
Països Catalans
- 1808 - La Jonquera (l'Alt Empordà): amb el pretext d'atacar Portugal, d'acord amb el Tractat de Fontainebleau, sota les ordres del general Duhesme, entren a Catalunya les primeres tropes franceses (Guerra del Francès).
- 1879 - Barcelona: Comença a publicar-se el diari El Diluvio, transformació del que havia estat fins aleshores el diari El Telégrafo.[1]
- 1930 - Barcelona: Josep Sunyol i Garriga funda el setmanari (i, més tard, diari) La Rambla (subtitulat Esport i Ciutadania). El primer número va sortir el 14 de febrer.
- 1939 - Catalunya: l'exèrcit franquista arriba a la frontera francesa: la Catalunya del sud ja està del tot ocupada.
- 1955 - Monestir de Montserrat: Primer número de la revista Serra d'Or, encara com a portaveu del "Chor Montserratí".[2]
- 1970 - Barcelona: Armand de Fluvià remet una carta al director de la revista madrilenya Mundo, felicitant-lo per haver criticat la Ley sobre Peligrosidad y Rehabilitación Social , llavors en discussió i que decretava greus penes contra les persones homosexuals; cap a aquesta data, Fluvià, amb el pseudònim Roger de Gaimon, i Francesc Francino, amb el de Mir Bellgai, funden l'Agrupación Homófila para la Igualdad Sexual (AGHOIS), primera associació a Espanya de defensa dels drets dels homosexuals, que el 1971 prendrà el nom de Movimiento Español de Liberación Homosexual (MELH).

Resta del món
- 1258 - Bagdad (Califat Abbàssida): L'Imperi Mongol conquereix i saqueja la ciutat.[3]
- 1763 - París (França): s'hi signa la pau que posa fi a la Guerra dels Set Anys.[4]
- 1805 - Espanya: s'hi prohibeixen per decret les corregudes de toros.
- 1873 - Espanya: Amadeu de Savoia abdica de la Corona, l'endemà es proclamarà la Primera República Espanyola.
- 1881 - París: S'estrena a l'Opéra-Comique Les Contes d'Hoffmann, òpera amb música de Jacques Offenbach i llibret en francès de Jules Barbier, basada en tres contes d'E.T.A. Hoffmann.[5]
- 1910 - Espanya: José Canalejas ocupa per primera vegada la presidència del Consell de Ministres.
- 1930 - Espanya: Miguel Primo de Rivera abandona el país.
- 1942 - els Estats Units: RCA Records atorga a Glenn Miller el primer disc d'or de la història per "Chattanooga Choo Choo".
- 1958 - Sidi Ifni (el Marroc): l'exèrcit espanyol hi inicia una ofensiva per expulsar-ne els rebels.
- 1965 - Vietnam: L'Exèrcit dels Estats Units comença a bombardejar amb napalm les selves de Vietnam.
- 1996 - Filadèlfia, Pennsilvània: La computadora d'IBM Deep Blue derrota a Garri Kaspàrov en una partida d'escacs i esdevé la primera computadora de la història en derrotar a un campió del món d'aquesta disciplina.[6]
- 2005 - l'Aràbia Saudita: s'hi comencen a celebrar unes eleccions municipals sense que hi puguin participar les dones i sense cap garantia democràtica.

## Naixements
Països Catalans
- 1875:
  - Barcelona: Maria Lluïsa Ponsa, escriptora, compositora i pianista catalana (m. 1919).[7]
  - Barcelona: Eduard Calvet i Pintó, empresari i polític català (m. 1917).
- 1901 - Eaux-Vives, Ginebra: Ninon Collet, joiera, orfebre, pintora i ceramista suïssa afincada a Barcelona (m. 1973).[8]
- 1909 - Penàguila: Patrocini Agulló i Soler, activa defensora dels necessitats (m.1966).[9]
- 1920 - Figueres: Josep Pallach i Carolà, polític i pedagog català (m. 1977).
- 1934 - Barcelona: Salvador Giner i de San Julián, sociòleg català, que fou president de l'Institut d'Estudis Catalans entre 2005 i 2013 (m. 2019).
- 1946 - Sabadell: Isabel Castañé i López, nedadora catalana, primera nedadora olímpica espanyola als Jocs de Roma.[10]
- 1947 - L'Argentera, Baix Camp: Maria Teresa Cabré, lingüista i filòloga catalana, ̹presidenta de la Secció Filològica de l'IEC.[11]
- 1957 - Sa Pobla: Lourdes Aguiló Bennàssar, advocada i política mallorquina.[12]
- 1966 - Palma, Mallorca: Margalida Pons i Jaume, filòloga, poetessa i professora universitària mallorquina.[13]
- 1973 - Lleida: Núria Añó, escriptora catalana.
- 1975 - Lleida: Carme Acedo Jorge, gimnasta rítmica catalana, campiona del món de maces i 4a en els JJOO de Barcelona 92.[14]
- 1976 - Girona: Gemma Coma-Alabert, mezzosoprano catalana.

Resta del món
- 1717, Crécy-la-Chapelle (França): Pierre de La Garde, compositor francès (m. 1792).
- 1767, 
  - Berlín: Amalie Beer, salonnière jueva alemanya (m. 1854).[15]
  - Sevilla, Espanya: Luis Daoíz y Torres, militar destacat per la seva participació en l'aixecament del 2 de maig de 1808 de la Guerra del Francès.
- 1831, Nadejda von Meck, dona de negocis i mecenes de les arts, independent i culta, procurà suport financer a molts artistes (m. 1894).
- 1842, Skibbereen, comtat de Cork, Irlanda: Agnes Mary Clerke, astrònoma irlandesa (m. 1907).
- 1843, Madrid: Adelina Patti, soprano italiana (m. 1919),
- 1848, Saint-Vaast, Hainaut: Anna Rosalie Boch, pintora belga (m. 1936).[16]
- 1851, Amsterdam, Països Baixos: Clasine Neuman, pintora i dibuixant holandesa (m. 1908).[17]
- 1852, Kanzach, Baden-Württemberg: Carl Braig, filòsof i teòleg alemany.
- 1859, París, França: Alexandre Millerand, advocat, periodista, President de la República Francesa
- 1868, Verviers: Jean Haust lingüista belga i militant del moviment való. Era l'autor d'un diccionari de la llengua valona.
- 1881, Estocolm, Suècia: Pauline Brunius, actriu i directora teatral i cinematogràfica de nacionalitat sueca (m. 1954).
- 1886, Tòquio, Japó: Raichō Hiratsuka, activista social, escriptora i pionera del femenisme al Japó (m.1971).
- 1888, Alexandria (Egipte): Giuseppe Ungaretti, poeta italià (m. 1970).
- 1890, 
  - Sevilla: Pastora Pavón, La Niña de los Peines, una de les millores cantaoras de flamenc de tota la història (m. 1969).[18]
  - Moscou, Imperi Rus: Borís Pasternak, escriptor rus, Premi Nobel de Literatura del 1958 (que refusà)
- 1894, Londres, Anglaterra: Harold Macmillan, polític anglès, 65è Primer Ministre del Regne Unit
- 1895, Ourense: Emilio Novoa González, radiotelegrafista i polític gallec, governador civil durant la Segona República Espanyola.
- 1897, West Hartford, Connecticut, EUA: John Franklin Enders, bacteriòleg nord-americà, Premi Nobel de Medicina o Fisiologia de 1954
- 1898
  - Adelaida, Austràlia: Judith Anderson, actriu de teatre i cinema australiana (m. 1992).[19]
  - Augsburg, Alemanya: Bertolt Brecht, escriptor alemany
- 1902, Xiamen, Fujian, Xina: Walter Houser Brattain, físic nord-americà, Premi Nobel de Física de 1956.
- 1907, Chicago, Estats Units: Ethel Lackie, nedadora nord-americana, guanyadora de dues medalles olímpiques (m. 1979).[20]
- 1909, Londres, Regne Unit: Leslie Hurry, artista i escenògraf de ballet, teatre i òpera
- 1910, 
  - Chișinău (Moldàvia), llavors Bessaràbia: Maria Cebotari, soprano romanesa molt cèlebre en l'àrea germànica (m. 1949).[21]
  - Dinant, Bèlgica: Dominique Pire, religiós dominic belga, Premi Nobel de la Pau de 1958.
- 1917, Bogotá: Elvira Dávila Ortiz, infermera colombiana, pionera de la infermeria i la transfusió de sang a Iberoamèrica (m. 2008).[22]
- 1927, Laurel, Mississipi: Leontyne Price, soprano estatunidenca, reconeguda per la seva interpretació dels rols verdians.[23]
- 1936, Cambrigde, Massachusetts, Svetlana Alpers, historiadora de l'art estatunidenca, professora, escriptora i crítica d'art.[24]
- 1940, Wells, Regne Unit: Mary Rand, atleta anglesa, ja retirada, guanyadora de tres medalles olímpiques.
- 1945, Ferrol: Maria Jesús Viguera Molins, filòloga i historiadora gallega, acadèmica de la Reial Acadèmia de la Història.[25]
- 1972, Rheinfelden, Baden-Württemberg: Hans-Dieter Dreher, genet de salt a cavall alemany.
- 1974 - Pittsfield, Massachusetts (EUA): Elizabeth Banks, actriu estatunidenca.[26]
- 1987, Pequín: Yuja Wang, pianista xinesa.

## Necrològiques
Països Catalans
- 2004 - Manhattan, Nova York: Jordi Casals i Ariet, biòleg català, descobridor del virus Lassa (n. 1911).[27]
- 2005 - Barcelona: Miquel Bauçà, poeta mallorquí (n. 1940).
- 2022 - Sencelles, Pla de Mallorca: Maria Antònia Oliver, escriptora, premi d'Honor de les Lletres Catalanes del 2016.[28]
- 2023 - Palma: Andreu Muntaner i Darder, geòleg, fotògraf, col·leccionista i divulgador de la història de la imatge a les Illes Balears (n. 1926).

Resta del món
- 1242, Martirano, Calàbria: Enric VII d'Alemanya, Rei d'Alemanya, Rei dels Romans, rei de Sicília i duc de Suàbia.
- 1660, Heemstede, Països Baixos: Judith Leyster, pintora de l'edat d'or holandesa (n.1609).[29]
- 1755, París, França: Montesquieu, filòsof francès.
- 1836, París: Marie-Anne-Pierrette Paulze, o Marie-Anne Lavoisier, sovint anomenada "la mare de la química moderna" pels seus assoliments científics en química.
- 1837, Sant Petersburg, Imperi Rus: Aleksandr Puixkin, poeta i novel·lista rus de l'era del romanticisme.[30]
- 1891, Estocolm, Suècia: Sófia Kovalévskaia, matemàtica russa.[31]
- 1912, Kent, Anglaterra: Joseph Lister, metge cirurgià anglès.[32]
- 1918: Ernesto Teodoro Moneta, pacifista italià Premi Nobel de la Pau el 1907.
- 1923, Lennep, Prússia: Wilhelm Röntgen, físic alemany, Premi Nobel de Física l'any 1901.
- 1926, Zwickau: Reinhard Vollhardt, compositor alemany.
- 1956, Milà: Tina Poli-Randaccio, soprano italiana.[33]
- 1957, Mansfield, Missouri: Laura Ingalls, escriptora estatunidenca autora de la col·lecció Little House of the Prairie.[34]
- 1958, Istanbul, Turquia: Nezihe Muhiddin, sufragista, pionera del moviment feminista a Turquia (n. 1889).
- 1975, Leningrad, Unió Soviètica: Elisabet Kozlova, ornitòloga russa que va treballar en l'avifauna de l'altiplà tibetà (n. 1892).[35]
- 2000, Ciutat de Mèxic: Elvira Gascón, pintora i professora de l'exili republicà espanyol.[36]
- 2005, Nova York (els EUA: Arthur Miller, escriptor i guionista nord-americà.
- 2008, Saint Louis, Missouri, EUA): Steve Gerber, escriptor de còmics, creador de Howard the Duck.
- 2014, Woodside (Califòrnia): Shirley Temple, actriu i diplomàtica estatunidenca.[37]
- 2021, Los Angeles, Califòrnia: Larry Flynt, editor. Productor principalment de material pornogràfic.[38]
- 2023, Madrid: Carlos Saura Atarés, director de cinema espanyol (n. 1932).

## Festes i commemoracions
- Dia de la Mare a Noruega

### Santoral[39]

#### Església Catòlica[40]
- Sants al Martirologi romà (2011): Escolàstica de Núrsia, verge (547); Guillem de Malavalle, inspirador dels Eremites de Sant Guillem (1157); Caralamp, Porfiri i Bapte de Magnèsia, màrtirs (202); Zòtic, Jacint, Ireneu i Amanci de Roma, màrtirs (segle iv); Protadi de Besançon, bisbe; Silvà de Terracina bisbe (s. V); Trojà de Saintes, bisbe (ca. 500); Austreberta de Pavilly, abadessa (704).
  - Beats al Martirologi romà: Hug de Fosses, abat (1164); Chiara Agolanti de Rimini, clarissa (1329); Pierre Fremond i màrtirs d'Avrilly (1794); José Sánchez del Río, màrtir (1928); Eusebia Palomino Yenes, religiosa (1933); Alojzije Viktor Stepinac, bisbe i màrtir (1960).
- Sants que no figuren al Martirologi romà: Sotera de Roma, màrtir (304) i Sotera de Palamós, santa llegendària; Andreu i Aponi de Betlem, màrtirs (s. I); Zenó d'Antioquia, màrtir (418); Desideri de Clarmont, bisbe (s. VI); Baldegunda de Poitiers, abadessa (ca. 580); Trumwin de Withby, bisbe (ca. 700); Erlulf de Verden, màrtir (830); Salvi d'Albelda abat (962); Brun de Minden, bisbe (1055); Merwinna de Romsey, abadessa.
- Beats que no figuren al Martirologi romà: Pagà de Sicília, eremita (1423); Eusebi de Murano, eremita (1501); Alessandro Baldrati de Lugo, monjo i màrtir a Quios (1645).

#### Església Copta
- 3 Meixir: Efraïm de Síria, diaca (373); Jaume l'Asceta, eremita (s. VI).

#### Església Apostòlica Armènia
- 21 Arac': Valerià, Càndid, Àquila i Eugeni de Trebisonda, màrtirs (ca. 304); Efraïm de Síria, diaca (373).

#### Església Ortodoxa (segons el calendari julià)
- Se celebren els corresponents al 23 de febrer del calendari gregorià.

#### Església Ortodoxa (segons el calendari gregorià)
Corresponen als sants del 28 de gener del calendari julià.
- Sants: Festivitat de tots els sants eremites; Efraïm de Síria, diaca (segle iv); Pal·ladi d'Antioquia, eremita (segle iv); Marciana, emperadriu; Esteve de Quirsa, monjo (s. VI); Isaac el Sirià, bisbe de Nínive (s. VII); Efraïm i Jordi de Novotorzhk, monjo (1053); Efraïm de Petxersk, bisbe de Pere'aslavl (ca. 1098); Teodosi de Totemsk, monjo (1568); Benjamí de Romanov, màrtir, i Fiodor el Confessor, prevere (1933); Hilari, pare de Joan de Réome; Ignatz de Belev, bisbe i Vladímir, Bartomeu i Olga, màrtirs (1938); Pavel, prevere màrtir (1940); Leontij el Confessor, monjo (1972).

##### Església Ortodoxa de Grècia
- Carissa, màrtir; Jaume l'Asceta, eremita.

#### Esglésies luteranes
- Friedrich Christoph Oetinger, prevere (1780) (Església Evangèlica d'Alemanya).
- Silas, deixable de Pau de Tars (Lutheran Church, Missouri Synod).

#### Església d'Anglaterra
- Santa Escolàstica de Núrsia, germana de Sant Benet, abadessa de Plombariola (ca. 543)